# Списък с епизоди на „Стивън Вселенски“

## Стивън Вселенски– сериал
| Сезон    | Епизоди | Сезонна премиера (САЩ) | Финал на сезона (САЩ) | Сезонна премиера (България) | Финал на сезона (България)  |
| -------- | ------- | ---------------------- | --------------------- | --------------------------- | --------------------------- |
| 1        | 52      | 4 ноември 2013 г.      | 12 март 2015 г.       | 18 август 2014 г.           | 24 ноември 2015 г.          |
| 2        | 26      | 13 март 2015 г.        | 8 януари 2016 г.      | 26 януари 2016 г.           | 27 юни 2016 г.              |
| 3        | 25      | 12 май 2016 г.         | 10 август 2016 г.     | 28 юни 2016 r.              | 1 февруари 2017 г.          |
| 4        | 25      | 11 август 2016 r.      | 11 май 2017 г.        | 25 септември 2017 г.        | 25 октомври 2017 г.         |
| 5        | 32      | 29 май 2017 г.         | 21 януари 2019 г.     | 23 юли 2018 г.              | 26 април 2022 г. (HBO Max)  |
| Филм     | Филм    | 2 септември 2019 г.    | 2 септември 2019 г.   | 31 май 2022 г. (HBO Max)    | 31 май 2022 г. (HBO Max)    |
| Бъдещето | 20      | 7 декември 2019 г.     | 27 март 2020 г.       | 3 декември 2021 г. (HBO GO) | 3 декември 2021 г. (HBO GO) |

## Сезон 1
| № епизод | № епизод в сезон | Заглавие                        | Режисура                      | Сториборд и сценарий                                       | Излъчване в САЩ   | Излъчване в България | Код        | Зрители (милиони) |
| --- | ---------------- | ------------------------------- | ----------------------------- | ---------------------------------------------------------- | ----------------- | -------------------- | ---------- | ----------------- |
| 1 | 1                | „Сиянието на камъка“            | Иън Джоунс-Куарти, Кевин Дарт | Джо Джонстън и Джеф Лиу                                    | 4 ноември 2013    | 19 август 2014       | 1020 – 003 | 1.86 милиона      |
| Стивън е разочарован, че любимия му сладоледен сандвич – „Сладоледено котенце“, е изтеглено от пазара. Скоро той се успокоява, щом разбира, че камъните са успели да се сдобият с някои от последните останали „Сладоледени котенца“. Той започва да вярва, че сладоледът може да бъде ключът за активиране на силите му, съхранявани в неговия скъпоценен камък. |                  |                                 |                               |                                                            |                   |                      |            |                   |
| 2 | 2                | „Светлинното оръдие“            | Иън Джоунс-Куарти, Кевин Дарт | Кат Морис и Ребека Шугър                                   | 4 ноември 2013    | 18 август 2014       | 1020 – 001 | 1.86 милиона      |
| Когато заплашителното червено око е на път да удари Бийч сити, единственото нещо, което може да го унищожи е Светлинното оръдие, някога принадлежало на майката на Стивън – Роуз Кварц. Стивън и баща му, Грег, търсят оръжието в гаража на Грег. |                  |                                 |                               |                                                            |                   |                      |            |                   |
| 3 | 3                | „Раница чийзбургер“             | Иън Джоунс-Куарти, Кевин Дарт | Иън Джоунс-Куарти и Ребека Шугър                           | 11 ноември 2013   | 18 август 2014       | 1020 – 002 | 1.68 милиона      |
| „Кристалните камъни“ отиват на мисия да поставят статуята на лунната богиня на върха на разрушената „Лунна кула„ и Стивън се опитва да бъде полезен с помощта на новата си раница-чийзбургер. |                  |                                 |                               |                                                            |                   |                      |            |                   |
| 4 | 4                | „Закуска за всички“             | Иън Джоунс-Куарти, Кевин Дарт | Иън Джоунс-Куарти, Ребека Шугър, Пол Вилеко                | 11 ноември 2013   | 20 август 2014       | 1020 – 004 | 1.68 милиона      |
| Опитът на Стивън да сподели своята специална закуска с „Кристалните камъни“ го изпраща на пътешествие през техния древен кристален храм. |                  |                                 |                               |                                                            |                   |                      |            |                   |
| 5 | 5                | „Фрайбо“                        | Иън Джоунс-Куарти, Кевин Дарт | Рейвън Молисе и Пол Вилеко                                 | 18 ноември 2013   | 26 август 2014       | 1020 – 008 | 1.29 милиона      |
| Стивън дава живот на костюм с парче от магически камък, за да помогне на приятеля си Пийди, но това се проваля, защото костюмът става зъл. |                  |                                 |                               |                                                            |                   |                      |            |                   |
| 6 | 6                | „Коткопръсти“                   | Иън Джоунс-Куарти, Кевин Дарт | Кат Морис, Хилари Флоридо, Иън Джоунс-Куарти, Ребека Шугър | 25 ноември 2013   | 21 август 2014       | 1020 – 005 | 1.71 милиона      |
| Опитвайки се да овладее формопроменящите си способности, Стивън превръща пръстите си в котки, които излизат извън контрол. |                  |                                 |                               |                                                            |                   |                      |            |                   |
| 7 | 7                | „Двама в балона“                | Иън Джоунс-Куарти, Кевин Дарт | Кат Морис и Алет Романилос                                 | 2 декември 2013   | 22 август 2014       | 1020 – 006 | 1.61 милиона      |
| Стивън образува магически балон около себе си и момиче на име Кони, за да я спаси от падащи скалите, но няма никаква представа как да накара балона да изчезне. |                  |                                 |                               |                                                            |                   |                      |            |                   |
| 8 | 8                | „Стивън Сериозния“              | Иън Джоунс-Куарти, Кевин Дарт | Джо Джонстън и Джеф Лиу                                    | 13 януари 2014    | 25 август 2014       | 1020 – 007 | 1.35 милиона      |
| Докато обикалят през древен лабиринт на камъните, Стивън се опитва да докаже на „Кристалните камъни“, че той може да приеме мисията насериозно. |                  |                                 |                               |                                                            |                   |                      |            |                   |
| 9 | 9                | „Тигъра милионер“               | Иън Джоунс-Куарти, Кевин Дарт | Рейвън Молисе и Пол Вилеко                                 | 20 януари 2014    | 29 август 2014       | 1020 – 011 | 1.57 милиона      |
| Стивън се присъединява към „кеч лига“ с Аметист, която е уморена от Гранат и Перла, които често ѝ се карат. Това е начина на Аметист да се измъкне от стреса. |                  |                                 |                               |                                                            |                   |                      |            |                   |
| 10 | 10               | „Лъвът на Стивън“               | Кевин Дарт, Ел Мишалка        | Ламар Абрамс и Алет Романилос                              | 27 януари 2014    | 1 септември 2014     | 1020 – 012 | 1.51 милиона      |
| Стивън се сприятелява с магически лъв, който намира в пустинята по време на мисия. |                  |                                 |                               |                                                            |                   |                      |            |                   |
| 11 | 11               | „Месна диско мания“             | Иън Джоунс-Куарти, Кевин Дарт | Ламар Абрамс, Алет Романилос, Люк Уебър                    | 17 февруари 2014  | 27 август 2014       | 1020 – 009 | 1.17 милиона      |
| Стивън води „Кристалните камъни“ в Забавладия, където Гранад се хипнотизира от ритъма на една игра. |                  |                                 |                               |                                                            |                   |                      |            |                   |
| 12 | 12               | „Гигантската жена“              | Иън Джоунс-Куарти, Кевин Дарт | Джо Джонстън и Джеф Лиу                                    | 24 февруари 2014  | 28 август 2014       | 1020 – 010 | 1.89 милиона      |
| Стивън насърчава Аметист и Перла да се слеят в „гигантска жена“ на име Опал, но Аметист и Перла не спират да се карат. |                  |                                 |                               |                                                            |                   |                      |            |                   |
| 13 | 13               | „Толкова много рождени дни“     | Иън Джоунс-Куарти, Ел Мишалка | Рейвън Молисе и Пол Вилеко                                 | 3 март 2014       | 10 октомври 2014     | 1020 – 014 | 1.17 милиона      |
| След като научава, че камъните са на хиляди години, Стивън решава да компенсира всички рождени дни, които са пропуснали като им организира партита, но скоро и той започва да се тревожи за остаряването си. |                  |                                 |                               |                                                            |                   |                      |            |                   |
| 14 | 14               | „Ларс и готините деца“          | Иън Джоунс-Куарти, Ел Мишалка | Ламар Абрамс и Мат Брали                                   | 10 март 2014      | 13 октомври 2014     | 1020 – 015 | 1.50 милиона      |
| Стивън и Ларс излизат с „готините деца“ (Джени Пица, Бък Дюи и Заквасена Сметана), но техните тийнейджърски щуротии ги забъркват в магически неприятности. |                  |                                 |                               |                                                            |                   |                      |            |                   |
| 15 | 15               | „Размяната“                     | Иън Джоунс-Куарти, Ел Мишалка | Ламар Абрамс                                               | 17 март 2014      | 16 октомври 2014     | 1020 – 018 | 1.79 милиона      |
| Стивън губи фигурката си на рейнджър и разменя магическа удвояваща пръчка на Перла с Лукчо, за неговата фигурка. Лукчо започва да си играе с нея и копира предмети от града хиляди пъти. |                  |                                 |                               |                                                            |                   |                      |            |                   |
| 16 | 16               | „Cтивън, майсторът на мечовете“ | Иън Джоунс-Куарти, Ел Мишалка | Джо Джонстън и Джеф Лиу                                    | 9 април 2014      | 2 септември 2014     | 1020 – 013 | 1.10 милиона      |
| Перла прави опит да научи Стивън изкуството на борбата с меч, с помощта на холограмна версия на себе си, но се проваля, когато тя е намушкана и трябва да се оттегли в своя скъпоценен камък, за да възстанови формата си, но това отнема време и Стивън се опитва да научи холограмната Перла да се държи като истинската.                                       |                  |                                 |                               |                                                            |                   |                      |            |                   |
| 17 | 17               | „Лъвчо 2: Филмът“               | Иън Джоунс-Куарти, Ел Мишалка | Джо Джонстън и Джеф Лиу                                    | 23 април 2014     | 15 октомври 2014     | 1020 – 017 | 1.57 милиона      |
| Стивън и Кони се опитват да се возят с Лъвчо до киното, но Лъвчо, вместо това ги отвежда до оръжейната зала на Роуз Кварц. |                  |                                 |                               |                                                            |                   |                      |            |                   |
| 18 | 18               | „Плажно парти“                  | Иън Джоунс-Куарти, Ел Мишалка | Ламар Абрамс                                               | 30 април 2014     | 20 октомври 2014     | 1020 – 020 | 1.44 милиона      |
| След битка на „Кристалните камъни“ са нанесени щети на пицария „Морски дар“. На тях им се забранява да посещават ресторанта. Стивън прави барбекю на плажа, за да оправи връзката между семейство Пица и „Кристалните камъни“. |                  |                                 |                               |                                                            |                   |                      |            |                   |
| 19 | 19               | „Стаята на Роуз“                | Иън Джоунс-Куарти, Ел Мишалка | Джо Джонстън и Джеф Лиу                                    | 14 април 2014     | 17 октомври 2014     | 1020 – 019 | 1.55 милиона      |
| Стивън се научава да отваря стаята на майка си, която изпълнява всяко негово желание, но скоро Стивън разбира, че не знае как да излезе от стаята. |                  |                                 |                               |                                                            |                   |                      |            |                   |
| 20 | 20               | „Треньорът Стивън“              | Иън Джоунс-Куарти, Ел Мишалка | Рейвън Молисе и Пол Вилеко                                 | 21 август 2014    | 14 октомври 2014     | 1020 – 016 | 1.85 милиона      |
| Въпреки съвета на Перла, Стивън става решава да стане по-силен, след като гледа Гранат и Аметист, обединени в силната и разрушителна Сугилит. |                  |                                 |                               |                                                            |                   |                      |            |                   |
| 21 | 21               | „Огнен номер“                   | Иън Джоунс-Куарти, Ел Мишалка | Рейвън Молисе и Пол Вилеко                                 | 28 август 2014    | 24 октомври 2014     | 1020 – 024 | 1.63 милиона      |
| Когато Ларс фалшифицира нараняване, за да си вземе почивен ден от работа, Стивън помага Сейди в „Голямата поничка“ и решава да спретне шега на Ларс да си го върне на Ларс. |                  |                                 |                               |                                                            |                   |                      |            |                   |
| 22 | 22               | „Стивън и Стивън“               | Иън Джоунс-Куарти, Ел Мишалка | Джо Джонстън и Джеф Лиу                                    | 4 септември 2014  | 21 октомври 2014     | 1020 – 021 | 2.14 милиона      |
| Стивън се нуждае от група за предстоящото шоу, така че той използва часовник за пътуване във времето, за да събере своите версии от миналото в групата. |                  |                                 |                               |                                                            |                   |                      |            |                   |
| 23 | 23               | „Чудовищен приятел“             | Иън Джоунс-Куарти, Ел Мишалка | Ламар Абрамс и Хелън Джо                                   | 11 септември 2014 | 22 октомври 2014     | 1020 – 022 | 2.07 милиона      |
| Стивън случайно освобождава заловен, повреден камък-чудовище от балон и се опитва да го опитоми. |                  |                                 |                               |                                                            |                   |                      |            |                   |
| 24 | 24               | „Силата на Стивън“              | Иън Джоунс-Куарти, Ел Мишалка | Рейвън Молисе и Пол Вилеко                                 | 18 септември 2014 | 23 октомври 2014     | 1020 – 023 | 1.73 милиона      |
| Стивън разказва на Кони за мисията му с „Кристалните камъни“ и за излекуването на Аметист, след като тя пуква камъка си. |                  |                                 |                               |                                                            |                   |                      |            |                   |
| 25 | 25               | „Огледалният камък“ (част 1)    | Иън Джоунс-Куарти, Ел Мишалка | Рейвън Молисе и Пол Вилеко                                 | 25 септември 2014 | 27 октомври 2014     | 1020 – 025 | 2.34 милиона      |
| Стивън се сприятелява с едно магическо огледало, което общува с него. Стивън го освобождава от затвора-огледало. Излиза Лапис Лазули, мистериозен непознат камък. |                  |                                 |                               |                                                            |                   |                      |            |                   |
| 26 | 26               | „Океанският камък“ (част 2)     | Иън Джоунс-Куарти, Ел Мишалка | Джо Джонстън и Джеф Лиу                                    | 25 септември 2014 | 28 октомври 2014     | 1020 – 026 | 2.34 милиона      |
| Лапис Лазули изчезва след конфликт с трите Кристални камъни и взима океана, оставяйки Бийч Сити в паника в първия ден на лятото. Стивън, Кони, Грег, Лъвчо и Кристалните камъни отиват на мисия, за да се изправи срещу Лапис и да върнат океана. |                  |                                 |                               |                                                            |                   |                      |            |                   |
| 27 | 27               | „Гост вкъщи“                    | Иън Джоунс-Куарти, Ел Мишалка | Ламар Абрамс и Хелън Джо                                   | 2 октомври 2014   | 1 юни 2015           | 1026 – 027 | 2.00 милиона      |
| Грег е временно настанен в къщата на Стивън, след като временно остава без дом и със счупен крак след събитията от предишния епизод. Там той си лекува крака и без да иска разваля лечебните сили на Стивън. |                  |                                 |                               |                                                            |                   |                      |            |                   |
| 28 | 28               | „Космическа надпревара“         | Иън Джоунс-Куарти, Ел Мишалка | Джо Джонстън и Джеф Лиу                                    | 9 октомври 2014   | 26 май 2015          | 1026 – 028 | 1.99 милиона      |
| Стивън, Перла и Грег посещават семейната плевня на Грег и работят заедно за изграждане на космически кораб, така че Перла да може да покаже на Стивън чудесата на космоса, но тя малко се увлича. |                  |                                 |                               |                                                            |                   |                      |            |                   |
| 29 | 29               | „Тайният отбор“                 | Иън Джоунс-Куарти, Ел Мишалка | Хилъри Флоридо и Кейти Митоф                               | 16 октомври 2014  | 28 май 2015          | 1026 – 030 | 2.46 милиона      |
| Перла и Аметист случайно пукат балон, съдържащ кристални парчета. Стивън образува таен отбор с тях за събиране на парчетата преди Гранат да разбере. След това, Стивън не иска да се разпадне отбора |                  |                                 |                               |                                                            |                   |                      |            |                   |
| 30 | 30               | „Островно приключение“          | Иън Джоунс-Куарти, Ел Мишалка | Рейвън Молисе и Пол Вилеко                                 | 23 октомври 2014  | 2 юни 2015           | 1026 – 033 | 1.53 милиона      |
| Стивън се опитва да увеличи приятелството между Ларс и Сейди, като ги завежда на почивка на мистериозен остров, но те остават заседнали там в продължение на няколко дни. |                  |                                 |                               |                                                            |                   |                      |            |                   |
| 31 | 31               | „Да запазим Бийч сити странен“  | Иън Джоунс-Куарти, Ел Мишалка | Рейвън Молисе и Пол Вилеко                                 | 30 октомври 2014  | 27 май 2015          | 1026 – 029 | 1.45 милиона      |
| Стивън научава конспиративните теории на Роналдо за странните явления в Бийч сити. |                  |                                 |                               |                                                            |                   |                      |            |                   |
| 32 | 32               | „Семейна вечеря“                | Иън Джоунс-Куарти, Ел Мишалка | Ламар Абрамс и Хелън Джо                                   | 6 ноември 2014    | 29 май 2015          | 1026 – 031 | 1.46 милиона      |
| Кристалните камъни се обединяват в Александрит и се правят на майката на Стивън по време на вечеря със семейството на Кони. |                  |                                 |                               |                                                            |                   |                      |            |                   |
| 33 | 33               | „Вселената на Гранат“           | Иън Джоунс-Куарти, Ел Мишалка | Джо Джонстън и Джеф Лиу                                    | 13 ноември 2014   | 5 юни 2015           | 1026 – 036 | 1.64 милиона      |
| Когато Гранат се връща от мисия, Стивън си измисля история за това какво е правила цял ден. |                  |                                 |                               |                                                            |                   |                      |            |                   |
| 34 | 34               | „Диненият Стивън“               | Иън Джоунс-Куарти, Ел Мишалка | Ламар Абрамс и Хелън Джо                                   | 20 ноември 2014   | 4 юни 2015           | 1026 – 035 | 1.83 милиона      |
| Стивън без да иска създава динени човечета, оформени като него, но те скоро оживяват и нападат хората в Бийч Сити и „Кристалните камъни“. |                  |                                 |                               |                                                            |                   |                      |            |                   |
| 35 | 35               | „Лъвчо 3: Директно на видео“    | Иън Джоунс-Куарти, Ел Мишалка | Джо Джонстън, Джеф Лиу, Ребека Шугър                       | 4 декември 2014   | 25 май 2015          | 1026 – 032 | 1.92 милиона      |
| Лъвчо продължава да лежи върху лицето на Стивън, докато той спи, опитвайки се да му покаже магическо джобно измерение, намиращо се в гривата му. |                  |                                 |                               |                                                            |                   |                      |            |                   |
| 36 | 36               | „Порталът“                      | Иън Джоунс-Куарти, Ел Мишалка | Рейвън Молисе и Пол Вилеко                                 | 8 януари 2015     | 8 юни 2015           | 1026 – 037 | 1.94 милиона      |
| Стивън става неспокоен, след като вижда непознат обект преминаващ през космоса, въпреки опитите на „Кристалните камъни“ да го уверят, че това е невъзможно. Те обаче скоро научават, че източникът на мистериозните обекти е Перидот – камък от Родния свят, проверяващ Земята.                                                                                   |                  |                                 |                               |                                                            |                   |                      |            |                   |
| 37 | 37               | „Самотни заедно“                | Иън Джоунс-Куарти, Ел Мишалка | Хилъри Флоридо, Кейти Митоф, Ребека Шугър                  | 15 януари 2015    | 3 юни 2015           | 1026 – 034 | 1.67 милиона      |
| Докато се упражнява как да се обединява с камъни, Стивън случайно се обединява с Кони, образувайки безпрецедентен камък /човешко обединение на име Стивони. |                  |                                 |                               |                                                            |                   |                      |            |                   |
| 38 | 38               | „Тестът“                        | Иън Джоунс-Куарти, Ел Мишалка | Хилъри Флоридо и Кейти Митоф                               | 22 януари 2015    | 9 юни 2015           | 1026 – 038 | 1.94 милиона      |
| Стивън разбира, че мисията на Лунната кула от третия епизод е трябвало да бъде тест за способността му и дали е готов да се присъединява към Кристалните камъни в мисии. Стивън изисква нов тест. |                  |                                 |                               |                                                            |                   |                      |            |                   |
| 39 | 39               | „Поглед в бъдещето“             | Иън Джоунс-Куарти, Ел Мишалка | Ламар Абрамс и Хелън Джо                                   | 29 януари 2015    | 10 юни 2015          | 1026 – 039 | 2.03 милиона      |
| Стивън научава, че Гранат може да вижда в бъдещето, и се паникьосва за възможните опасности около него. |                  |                                 |                               |                                                            |                   |                      |            |                   |
| 40 | 40               | „Бегълци“                       | Иън Джоунс-Куарти, Ел Мишалка | Джо Джонстън и Джеф Лиу                                    | 5 февруари 2015   | 9 ноември 2015       | 1026 – 040 | 2.08 милиона      |
| Стивън и Аметист пробват живот на пътя и Аметист разкрива своя произход на Стивън: тя е създадена на Земята като част от колонизация на камъните на нашата планетата. |                  |                                 |                               |                                                            |                   |                      |            |                   |
| 41 | 41               | „Клубът на ужасите“             | Иън Джоунс-Куарти, Ел Мишалка | Рейвън Молисе и Пол Вилеко                                 | 12 февруари 2015  | 10 ноември 2015      | 1026 – 041 | 1.67 милиона      |
| Стивън отива в Морския фар, за да гледа страшни филми с Роналдо, Ларс и Сейди. |                  |                                 |                               |                                                            |                   |                      |            |                   |
| 42 | 42               | „Зимна буря“                    | Иън Джоунс-Куарти, Ел Мишалка | Ламар Абрамс и Хелън Джо                                   | 19 февруари 2015  | 12 ноември 2015      | 1026 – 043 | 2.05 милиона      |
| Стивън трябва да заведе Кони обратно в нейния дом преди снежна виелица да удари Бийч Сити и Гранат му показва някои възможни бъдещи ситуации, които могат да се случат, ако не тръгнат веднага. |                  |                                 |                               |                                                            |                   |                      |            |                   |
| 43 | 43               | „Склад със спомени“             | Иън Джоунс-Куарти, Ел Мишалка | Хилъри Флоридо, Кейти Митоф, Ребека Шугър                  | 26 февруари 2015  | 11 ноември 2015      | 1026 – 042 | 1.97 милиона      |
| Докато почистват склада за съхранение на Грег, той и Аметист се разсейват от гледане на стари епизоди на любимия им сериал „Мини иконом“. |                  |                                 |                               |                                                            |                   |                      |            |                   |
| 44 | 44               | „Еуфория със сфери“             | Иън Джоунс-Куарти, Ел Мишалка | Джо Джонстън и Джеф Лиу                                    | 5 март 2015       | 13 ноември 2015      | 1026 – 044 | 1.92 милиона      |
| Роботи, изпратени от Перидот се телепортират на основните телепортни зони на Земята. Стивън и Кристалните камъни се опитват да разберете тяхната цел. |                  |                                 |                               |                                                            |                   |                      |            |                   |
| 45 | 45               | „Ножницата на Роуз“             | Иън Джоунс-Куарти, Ел Мишалка | Рейвън Молисе, Пол Вилеко, Ребека Шугър                    | 9 март 2015       | 16 ноември 2015      | 1026 – 045 | 1.22 милиона      |
| Перла завежда Стивън до едно специално място, където стоят всички оръжия, с които са се борили във войната преди хиляди години, но перла се разстройва когато разбира, че Стивън вече е бил там. |                  |                                 |                               |                                                            |                   |                      |            |                   |
| 46 | 46               | „Краят на книгата“              | Иън Джоунс-Куарти, Ел Мишалка | Хилъри Флоридо и Кейти Митоф                               | 19 март 2015      | 17 ноември 2015      | 1026 – 046 | 1.73 милиона      |
| Когато Кони е разстроена от лошия край на любимата ѝ серийна книга, Стивън я завежда в стаята на Роуз, за да измислят добър край. |                  |                                 |                               |                                                            |                   |                      |            |                   |
| 47 | 47               | „Клуб на фланелките“            | Иън Джоунс-Куарти, Ел Мишалка | Ламар Абрамс и Хелън Джо                                   | 16 април 2015     | 18 ноември 2015      | 1026 – 047 | 1.42 милиона      |
| Стивън и Бък правят тениски за грубо изготвената реклама на Стивън „Татко китарист". |                  |                                 |                               |                                                            |                   |                      |            |                   |
| 48 | 48               | „Приказка за Стивън“            | Иън Джоунс-Куарти, Ел Мишалка | Джо Джонстън и Джеф Лиу                                    | 9 април 2015      | 19 ноември 2015      | 1026 – 048 | 2 милиона         |
| Грег разказва на Стивън как е срещнал Роуз Кварц. |                  |                                 |                               |                                                            |                   |                      |            |                   |
| 49 | 49               | „Съобщението“                   | Иън Джоунс-Куарти, Ел Мишалка | Ламар Абрамс и Хелън Джо                                   | 10 март 2015      | 20 ноември 2015      | 1026 – 049 | 1.30 милиона      |
| Стивън и Кристалните камъни се нуждаят от помощта на Грег, за да изтегли съобщение, което се предава чрез древен артефакт на камъните, наречен „виещ камък“. |                  |                                 |                               |                                                            |                   |                      |            |                   |
| 50 | 50               | „Политическа власт“             | Иън Джоунс-Куарти, Ел Мишалка | Хилъри Флоридо и Кейти Митоф                               | 11 март 2015      | 23 ноември 2015      | 1026 – 050 | 1.42 милиона      |
| След като Кристалните камъни предизвикват прекъсване на тока в Бийч Сити, Стивън помага на кмета Дюи да овладее ситуацията. |                  |                                 |                               |                                                            |                   |                      |            |                   |
| 51 | 51               | „Завръщането“ (Част 1)          | Иън Джоунс-Куарти, Ел Мишалка | Рейвън Молисе и Пол Вилеко                                 | 12 март 2015      | 25 януари 2016       | 1026 – 051 | 1.70 милиона      |
| Стивън помага да евакуират Бийч Сити в лицето на една инвазия на камъните от Родния свят, Перидот и Яспис. |                  |                                 |                               |                                                            |                   |                      |            |                   |
| 52 | 52               | „Бягството“ (част 2)            | Иън Джоунс-Куарти, Ел Мишалка | Джо Джонстън, Джеф Лиу, Ребека Шугър                       | 12 март 2015      | 24 ноември 2015      | 1026 – 052 | 1.70 милиона      |
| В капан на военен кораб на камъните, Стивън се опитва да спаси „Кристалните камъни“, включително два мистериозни камъка на име Рубин и Сапфир. |                  |                                 |                               |                                                            |                   |                      |            |                   |

## Сезон 2
| № епизод | № епизод в сезон | Заглавие                           | Режисура                       | Сториборд и сценарий                      | Излъчване в САЩ   | Излъчване в България  | Код        | Зрители (милиони) |
| --- | ---------------- | ---------------------------------- | ------------------------------ | ----------------------------------------- | ----------------- | --------------------- | ---------- | ----------------- |
| 53 | 1                | „Пълно разкриване“                 | Ел Мишалка и Джасмин Лай       | Рейвън Молисе и Пол Вилеко                | 13 март 2015      | 26 януари 2016        | 1031 – 053 | 1.52              |
| Стивън се опитва да избягва Кони, защото не иска да я забърква в неприятностите си с камъните от Родния свят от предишните епизоди. |                  |                                    |                                |                                           |                   |                       |            |                   |
| 54 | 2                | „Весела почивка“                   | Джасмин Лай                    | Хилъри Флоридо и Кейти Митоф              | 26 март 2015      | 27 януари 2016        | 1031 – 054 | 1.34              |
| „Готините деца“ излизат със Стивън на нощна разходка, но виждат капсулата на Перидот, която се задейства и вкарва Стивън в много неприятности. |                  |                                    |                                |                                           |                   |                       |            |                   |
| 55 | 3                | „Кажете чичо“                      | Ел Мишалка и Джасмин Лай       | Джо Джонстън и Джеф Лиу                   | 2 април 2015      | 30 април 2016         | 1031 – 056 | 1.93              |
| В този кросоувър епизод между две анимационни поредици, Чичо Дядко идва да помогне на Стивън в овладяване на силите, излъчвани от магическия камък на пъпа му. |                  |                                    |                                |                                           |                   |                       |            |                   |
| 56 | 4                | „Любовни писма“                    | Джасмин Лай                    | Ламар Абрамс и Хелън Джо                  | 23 април 2015     | 28 януари 2016        | 1031 – 055 | 1.67              |
| Когато пощальонът Джейми се влюбва в Гранат, Стивън и Кони трябва да измислят как да му откажат внимателно от името на Гранат, тъй като тя е обединение и сама по себе си вече е във връзка. |                  |                                    |                                |                                           |                   |                       |            |                   |
| 57 | 5                | „Обновяване“                       | Джасмин Лай                    | Рейвън Молисе и Пол Вилеко                | 30 април 2015     | 29 януари 2016        | 1031 – 057 | 1.39              |
| Аметист се опитва да се сдобие с нова форма, докато Стивън и Гранат преследват с нея мистериозно чудовище. |                  |                                    |                                |                                           |                   |                       |            |                   |
| 58 | 6                | „По рицарски“                      | Иън Джоунс-Куарти, Джасмин Лай | Джо Джонстън и Джеф Лиу                   | 15 юни 2015       | 2 февруари 2016       | 1031 – 060 | 1.98              |
| Кони се опитва да защити Стивън от възможните опасностите, вземайки уроци за бой с меч от Перла. |                  |                                    |                                |                                           |                   |                       |            |                   |
| 59 | 7                | „Надигащи се вълни, падащи небеса“ | Джасмин Лай                    | Ламар Абрамс и Хелън Джо                  | 16 юни 2015       | 1 февруари 2016       | 1031 – 059 | 1.82              |
| Роналдо прави документален филм за „Кристалните камъни“, който качва в блога си „Да запазим Бийч Сити странен“. |                  |                                    |                                |                                           |                   |                       |            |                   |
| 60 | 8                | „Едно цяло“                        | Джасмин Лай                    | Рейвън Молисе и Пол Вилеко                | 17 юни 2015       | 3 февруари 2016       | 1031 – 061 | 1.80              |
| След като „Кристалните камъни“ преследват Перидот в „Детската градина“ и тя се измъква, Стивън и Гранат научават мрачна истина за счупените през войната камъни. |                  |                                    |                                |                                           |                   |                       |            |                   |
| 61 | 9                | „Хайде да поговорим“               | Джасмин Лай                    | Хилъри Флоридо, Кейти Митоф, Ребека Шугър | 18 юни 2015       | 4 февруари 2016       | 1031 – 062 | 1.73              |
| Стивън и Кони без да искат се обединяват пред Грег, който се учудва на това как човек може да се обедини с камък и им празказва за своя неуспешен опит да се обедини с Роуз Кварц. |                  |                                    |                                |                                           |                   |                       |            |                   |
| 62 | 10               | „Да се забавляваме“                | Джасмин Лай                    | Ламар Абрамс и Лорън Зюк                  | 19 юни 2015       | 5 февруари 2016       | 1020 – 063 | 1.90              |
| Гранат оставя Перла и Аметист при Стивън за пижамено парти и отива да търси Лапис и Яспис, които са се обединили в Малахит, а Стивън научава, че може да пренася съзнанието си в това на Малахит и да общува с Лапис, докато спи. |                  |                                    |                                |                                           |                   |                       |            |                   |
| 63 | 11               | „Зов за помощ“                     | Джасмин Лай                    | Джо Джонстън и Джеф Лиу                   | 13 юли 2015       | 8 февруари 2016       | 1031 – 064 | 1.71              |
| Когато радиокулата за комуникация, започва да излъчва съобщение от Перидот, предназначено за Жълт Диамант, което се прихваща от телевизията в дома на Стивън, Перла и Гранат се обединяват в Сардоникс за да разрушат кулата, което силно разстройва Аметист. След като някой обаче продължава да поправя кулата отново и отново, Стивън и Аметист са изненадани да разберат кой наистина стои зад това. |                  |                                    |                                |                                           |                   |                       |            |                   |
| 64 | 12               | „Мотел Кийстоун“                   | Джасмин Лай                    | Рейвън Молисе, Пол Вилеко, Ребека Шугър   | 14 юли 2015       | 9 февруари 2016       | 1020 – 065 | 1.73              |
| Когато Грег завежда Стивън и Гранат на хотел в щата Кийстоун, Гранат се разпада на Рубин и Сапфир, поради разногласия между Рубин и Сапфир дали трябва да простят на Перла след събитията от предишния епизод. |                  |                                    |                                |                                           |                   |                       |            |                   |
| 65 | 13               | „Приятелска среща“                 | Джасмин Лай                    | Ламар Абрамс и Кейти Митоф                | 15 юли 2015       | 11 февруари 2016      | 1031 – 067 | 1.83              |
| След посещение в къщата на Лукчо, Аметист се среща със старата си приятелка Вадалия, а Стивън получава нова фигурка, подарък от Лукчо. |                  |                                    |                                |                                           |                   |                       |            |                   |
| 66 | 14               | „Исторически търкания“             | Джасмин Лай                    | Хилъри Флоридо и Лорън Зюк                | 16 юли 2015       | 10 февруари 2016      | 1031 – 066 | 1.88              |
| Кметът Дюи наема пощальона Джейми да изиграе пиеса, разказваща за деня на основаването на Бийч Сити, която обаче е исторически погрешна и Перла пренаписва сценария, тъй като е на хиляди години и е била свидетелка на основаването, заедно с другите камъни. |                  |                                    |                                |                                           |                   |                       |            |                   |
| 67 | 15               | „Приятелство“                      | Джасмин Лай                    | Джо Джонстън и Джеф Лиу                   | 17 юли 2015       | 12 февруари 2016      | 1031 – 068 | 1.65              |
| Перла се опитва да си върне доверието на Гранат, като се опитва да хване Перидот, която обаче ги вкарва в капан. |                  |                                    |                                |                                           |                   |                       |            |                   |
| 68 | 16               | „Кошмарната болница“               | Джасмин Лай                    | Рейвън Молисе и Пол Вилеко                | 10 септември 2015 | 15 февруари 2016      | 1031 – 069 | 1.39              |
| Стивън и Кони се опитват да си върнат меча на Роуз, след като майката на Кони го конфискува и го отнася в болницата, в която работи, но там възникват проблеми. |                  |                                    |                                |                                           |                   |                       |            |                   |
| 69 | 17               | „Песента на Сейди“                 | Кет Морис, Джасмин Лай         | Рейвън Молисе и Пол Вилеко                | 17 септември 2015 | 20 юни 2016           | 1031 – 073 | 1.50              |
| Стивън помага на Сейди да се подготви за шоуто на талантите в Бийч Сити. |                  |                                    |                                |                                           |                   |                       |            |                   |
| 70 | 18               | „Хвани и пусни“                    | Кет Морис, Джасмин Лай         | Хилъри Флоридо и Лорън Зюк                | 24 септември 2015 | 16 февруари 2016      | 1031 – 070 | 1.39              |
| Перидот най-накрая е хваната и сложена в балон, но Стивън предполага, че Перидот знае важна информация и затова я освобождава и ѝ позволява да живее в банята. |                  |                                    |                                |                                           |                   |                       |            |                   |
| 71 | 19               | „Когато вали“                      | Джо Джонстън, Джасмин Лай      | Ламар Абрамс и Кейти Митоф                | 1 октомври 2015   | 17 февруари 2016      | 1031 – 071 | 1.36              |
| След като Стивън обяснява на Перидот как действа живота на Земята, тя решава да му сподели мисията си: изпратена е да провери развитието на „Грозда“ (изкуствено обединение на много камъни, способно да унищожи Земята) |                  |                                    |                                |                                           |                   |                       |            |                   |
| 72 | 20               | „Обратно в плевнята“               | Джо Джонстън, Джасмин Лай      | Джо Джонстън и Джеф Лиу                   | 8 октомври 2015   | 18 февруари 2016      | 1031 – 072 | 1.59              |
| По идея на Стивън се провежда робоолимпиада, за да се определи Перидот или по-ниската по йерархия в Родния свят – Перла, ще строи сондата за унищожение на Грозда. |                  |                                    |                                |                                           |                   |                       |            |                   |
| 73 | 21               | „Твърде далеч“                     | Кет Морис, Джасмин Лай         | Хилъри Флоридо и Лорън Зюк                | 15 октомври 2015  | 21 юни 2016           | 1031 – 074 | 1.39              |
| Перидот обижда Аметист, като без да знае нормите на Земята я нарича дефектна, поради малките ѝ размери спрямо другите Аметисти в Родния свят. |                  |                                    |                                |                                           |                   |                       |            |                   |
| 74 | 22               | „Отговорът“                        | Джо Джонстън, Джасмин Лай      | Ламар Абрамс и Кейти Митоф                | 4 януари 2016     | 8 март 2022 (HBO Max) | 1031 – 075 | 1.38              |
| Гранат разказва на Стивън, като подарък за рождения му ден, как Рубин и Сапфир са се запознали.Този епизод е номиниран за награда „Еми“. |                  |                                    |                                |                                           |                   |                       |            |                   |
| 75 | 23               | „Рожденият ден на Стивън“          | Джо Джонстън, Джасмин Лай      | Ламар Абрамс и Кейти Митоф                | 5 януари 2016     | 27 юни 2016           | 1031 – 079 | 1.35              |
| Когато празнува четиринайстия си рожден ден, Стивън изпробва силата си да се разтяга, за да приеме по-зряла форма. Това обаче се оказва вредно за човешкото му тяло. |                  |                                    |                                |                                           |                   |                       |            |                   |
| 76 | 24               | „Щеше да е чудесно“                | Джо Джонстън, Джасмин Лай      | Джо Джонстън и Джеф Лиу                   | 6 януари 2016     | 22 юни 2016           | 1031 – 076 | 1.45              |
| Стивън и камъните потеглят за Луната, за да научат точната локацията на Грозда от Лунната база там. |                  |                                    |                                |                                           |                   |                       |            |                   |
| 77 | 25               | „Комуникаторът“                    | Кет Морис, Джасмин Лай         | Рейвън Молисе и Пол Вилеко                | 7 януари 2016     | 23 юни 2016           | 1031 – 077 | 1.39              |
| Стивън е разстроен след като разбира, че Перидот е откраднала комуникационно устройство от Лунната база и планира да се обади на Жълт Диамант. Камъните се опитват да я спрат. |                  |                                    |                                |                                           |                   |                       |            |                   |
| 78 | 26               | „Звездна дата 7 15 2“              | Кет Морис Джасмин Лай          | Хилъри Флоридо и Лорън Зюк                | 8 януари 2016     | 24 юни 2016           | 1031 – 078 | 1.34              |
| Перидот, натъжена поради предателството на Родния свят, което тя е извършила, връща своя магнетофон на Стивън. От него, той научава много интересни неща за нея. |                  |                                    |                                |                                           |                   |                       |            |                   |

## Миниепизоди (2015)
Шестте кратки миниепизода правят заедно един епизод (11 минути).
| № | Заглавие                             | Сценарий                                            | Оригинално излъчване                                       | Излъчване в България |
| - | ------------------------------------ | --------------------------------------------------- | ---------------------------------------------------------- | -------------------- |
| 1 | „Ние сме кристалните камъни“         | Хилъри Флоридо, Джо Джонстън, Джеф Лиу, Кейти Митоф | 10 юли 2015 (San Diego Comic Con) 4 юли 2015 (сайта на КН) | 26 юни 2016          |
| 2 | „Какво представляват камъните?“      | Хилъри Флоридо                                      | 6 юли 2015                                                 | 21 май 2016          |
| 3 | „Как се създават камъните?“          | Хилъри Флоридо                                      | 1 октомври 2015                                            | 12 юни 2016          |
| 4 | „Обединяване“                        | Кейти Митоф                                         | 2 ноември 2015                                             | 4 юни 2016           |
| 5 | „Изваждане от оригиналната опаковка“ | Хилъри Флоридо и Кейти Митоф                        | 22 октомври 2015                                           | 28 май 2016          |
| 6 | „Лъвовете обичат да влизат в кашон“  | Кейти Митоф                                         | 19 ноември 2015 (Nordic Cartoon Network YouTube channels)  | 19 юни 2016          |

## Сезон 3
| № епизод | № епизод в сезон | Заглавие                            | Режисура                                       | Сториборд и сценарий                                    | Излъчване в САЩ | Излъчване в България  | Код                 | Зритери (милиони) |
| --- | ---------------- | ----------------------------------- | ---------------------------------------------- | ------------------------------------------------------- | --------------- | --------------------- | ------------------- | ----------------- |
| 79 | 1                | „Диненият остров“ (Част 1)          | Joe Johnston (supervising), Jasmin Lai (art)   | Joe Johnston and Jeff Liu                               | 12 май 2016     | 28 юни 2016           | 1031-080c           | 1.69              |
| Използвайки способността си да пренася ума си в други същества докато спи, Стивън открива, че Дините Стивънчета са сформирали собствена цивилизация на остров Маск. Когато обаче вижда и Малахит на острова, „Кристалните камъни“ се обединяват в Александрит в опит да победят Малахит, като Дините Стивънчета им помагат.                                                                                             |                  |                                     |                                                |                                                         |                 |                       |                     |                   |
| 80 | 2                | „Среща с Грозда“ (Част 2)           | Kat Morris (supervising), Jasmin Lai (art)     | Raven M. Molisee and Paul Villeco                       | 12 май 2016     | 29 юни 2016           | 1031 – 081          | 1.69              |
| Докато „Кристалните камъни“ са заседнали на остров Маск, Стивън и Перидот трябва да пробият сами път към ядрото на Земята, в опит на спрат Грозда, който вече започва да се формира. |                  |                                     |                                                |                                                         |                 |                       |                     |                   |
| 81 | 3                | „Нашият прекрасен свят“             | Joe Johnston (supervising), Jasmin Lai (art)   | Lamar Abrams and Katie Mitroff                          | 19 май 2016     | 30 юни 2016           | 1031 – 083          | 1.40              |
| Лапис Лазули няма къде да отиде след като е освободена от обединението си с Яспис – Малахит. Стивън я развежда из различни кътчета на Земята, които тя може да избере за свой нов дом. |                  |                                     |                                                |                                                         |                 |                       |                     |                   |
| 82 | 4                | „Съквартиранти в плевнята“          | Joe Johnston (supervising), Jasmin Lai (art)   | Hilary Florido and Lauren Zuke                          | 26 май 2016     | 1 юли 2016            | 1031 – 082          | 1.37              |
| Стивън се опитва да помогне на Перидот и Лапис Лазули да разрешат миналите си конфликти и да заживеят като съквартиранти в плевнята на Грег. |                  |                                     |                                                |                                                         |                 |                       |                     |                   |
| 83 | 5                | „Бейзбол с Рубини“                  | Joe Johnston (supervising), Jasmin Lai (art)   | Joe Johnston and Jeff Liu                               | 2 юни 2016      | 8 март 2022 (HBO Max) | 1031 – 084          | 1.55              |
| Експедиционен отряд от петима камъни Рубин, пристигат от Родния свят, в търсене на липсващия лидер от мисията на Земята. За да предпазят Перидот, „Кристалните камъни“ (Гранат се разделя на Рубин и Сапфир) предизвикват Рубините на игра на бейзбол, с уловката, че ако загубят, ще си тръгнат от Земята. |                  |                                     |                                                |                                                         |                 |                       |                     |                   |
| 84 | 6                | „Стивън лети“                       | Kat Morris (supervising), Jasmin Lai (art)     | Paul Villeco                                            | 18 юли 2016     | 9 януари 2017         | 1031 – 085          | 1.55              |
| При връщането си у дома, Стивън открива че има способността да скача нависоко и да пада бавно. Във вълнението си обаче, той скача много нависоко и не може да слезе на земята. Камъните прекарват цялата нощ, опитвайки се да го върнат на земята. |                  |                                     |                                                |                                                         |                 |                       |                     |                   |
| 85 | 7                | „Татко ми е мениджър“               | Joe Johnston (supervising), Jasmin Lai (art)   | Lamar Abrams and Katie Mitroff                          | 18 юли 2016     | 11 януари 2017        | 1031 – 087          | 1.55              |
| Биологичният баща на Киселяка се връща в Бийч сити и му помага да организира концерт, въпреки тревогите на втория му баща, Жълта Опашка. |                  |                                     |                                                |                                                         |                 |                       |                     |                   |
| 86 | 8                | „Господин Грег“                     | Joe Johnston (supervising), Jasmin Lai (art)   | Joe Johnston and Jeff Liu                               | 19 юли 2016     | 8 март 2022 (HBO Max) | 1031 – 088          | 1.55              |
| В този специален музикален епизод, след като Грег внезапно печели голяма сума пари, той взима Стивън и Перла на почивка в „Емрайър Сити“. Перла обаче, все още не можа да остави в миналото възмущението си от връзката на Грег с Роуз. |                  |                                     |                                                |                                                         |                 |                       |                     |                   |
| 87 | 9                | „Твърде ниски за влакчето“          | Kat Morris (supervising), Jasmin Lai (art)     | Hilary Florido and Lauren Zuke                          | 20 юли 2016     | 10 януари 2017        | 1031 – 086          | 1.41              |
| Стивън, Аметист и Перидот посещават Забавландия, но Перидот се разстройва, когато вижда, че единствения начин да се забавляват е като използват силите си за разтягане на тялото и промяна на формата, но тя няма такива сили. |                  |                                     |                                                |                                                         |                 |                       |                     |                   |
| 88 | 10               | „Новият Ларс“                       | Kat Morris (supervising), Jasmin Lai (art)     | Raven M. Molisee and Paul Villeco                       | 21 юли 2016     | 12 януари 2017        | 1031 – 089          | 1.53              |
| Стивън се опитва да подобри живота на Ларс, когато без да иска се озовава в тялото на Ларс използвайки способността си за пренасяне на ума си в чуждо тяло. |                  |                                     |                                                |                                                         |                 |                       |                     |                   |
| 89 | 11               | „Рали Бийч сити“                    | Kat Morris (supervising), Jasmin Lai (art)     | Hilary Florido and Lauren Zuke                          | 22 юли 2016     | 13 януари 2017        | 1031 – 090          | 1.29              |
| Когато Стивън и Кони срещат отново Кевин, един груб тийнейджър, който е тормозел Стивони и в по-ранен епизод, те се опитват да го унижат, като го бият в автомобилно съсътезание. |                  |                                     |                                                |                                                         |                 |                       |                     |                   |
| 90 | 12               | „Ресторантска война“                | Joe Johnston (supervising), Jasmin Lai (art)   | Lamar Abrams and Katie Mitroff                          | 25 юли 2016     | 16 януари 2017        | 1031 – 091          | 1.51              |
| Когато Стивън без да иска отново възпламенява стара вражда между собствениците на ресторанти г-н Фраимен и Кофи Пица, Стивън и децата на собствениците на ресторантите трябва да се опитат да спрат враждата. |                  |                                     |                                                |                                                         |                 |                       |                     |                   |
| 91 | 13               | „Кики доставя пици“                 | Joe Johnston (supervising), Jasmin Lai (art)   | Colin Howard and Jeff Liu                               | 26 юли 2016     | 17 януари 2017        | 1031 – 092          | 1.31              |
| Кики има кошмари поради пренатоварване на работа в пицария „Морски дар“, когато поема и работата на сестра си, така че Стивън помага, като използва силата си да влиза в ума на други хора, за да отиде в сънищата на Кики. |                  |                                     |                                                |                                                         |                 |                       |                     |                   |
| 92 | 14               | „Завръщането на чудовищния приятел“ | Kat Morris (supervising), Jasmin Lai (art)     | Raven M. Molisee and Paul Villeco                       | 27 юли 2016     | 18 януари 2017        | 1031 – 093          | 1.38              |
| Когато лечителските сили на Стивън изведнъж се завръщат, той отново освобождава Стоножко и се опитва да я излекува. Той не успява напълно да излекува повредата ѝ, но научава от нея за нейната история като офицер от Родния свят, изоставен на Земята в края на войната. |                  |                                     |                                                |                                                         |                 |                       |                     |                   |
| 93 | 15               | „Сами в морето“                     | Kat Morris (supervising), Jasmin Lai (art)     | Hilary Florido, Kat Morris, and Rebecca Sugar           | 28 юли 2016     | 19 януари 2017        | 1031 – 094          | 1.32              |
| Стивън и Грег вземат Лапис Лазули на разходка с лодка, за да ѝ помогнат да се възстанови от претърпяната травма. Яспис обаче ги следва и се изправя срещу Лапис, опитвайки се да я накара отново да се слеят в Малахит. |                  |                                     |                                                |                                                         |                 |                       |                     |                   |
| 94 | 16               | „Бавачката Грег“                    | Joe Johnston (supervising), Jasmin Lai (art)   | Lamar Abrams and Katie Mitroff                          | 29 юли 2016     | 20 януари 2017        | 1031 – 095          | 1.31              |
| Когато Стивън пита Грег как е започнал да работи в автомивката, Грег разказва на Стивън история за един ден с Роуз, когато двамата са детегледачи на Кисляка като услуга за Видалия. |                  |                                     |                                                |                                                         |                 |                       |                     |                   |
| 95 | 17               | „Търсенето на камъка“               | Joe Johnston (supervising), Jasmin Lai (art)   | Colin Howard and Jeff Liu                               | 1 август 2016   | 23 януари 2017        | 1031 – 096          | 1.64              |
| Кони отива на първата си мисия със Стивън и Перла – да намерят свободен повреден камък-чудовище във „Великия север“. |                  |                                     |                                                |                                                         |                 |                       |                     |                   |
| 96 | 18               | „Втори шанс“                        | Kat Morris (supervising), Jasmin Lai (art)     | Raven M. Molisee and Paul Villeco                       | 2 август 2016   | 24 януари 2017        | 1031 – 097          | 1.90              |
| Докато Гранат и Перла се връщат във „Великия север“, за да потърсят Яспис, Аметист е натоварена да наглежда Стивън и Кони. Тримата продължават бойното си обучение заедно и се опитват да прекарат забавен ден в Бийч сити, но са прекъснати от изненадващата поява на Яспис. |                  |                                     |                                                |                                                         |                 |                       |                     |                   |
| 97 | 19               | „Стивън срещу Аметист“              | Kat Morris (supervising), Jasmin Lai (art)     | Hilary Florido and Lauren Zuke                          | 3 август 2016   | 26 януари 2017        | 1031 – 098          | 1.74              |
| След събитията от предишния епизод, самочувствието на Аметист вече е много ниско. С нарастващата сила на Стивън, Аметист започва да подозира, че сега тя е най-слабият „Кристален камък“ от отбора. Това кара Стивън да си организира дуел с Аметист, за да видят кой наистина е най-слабият. |                  |                                     |                                                |                                                         |                 |                       |                     |                   |
| 98 99 | 20 21            | „Бисмут“                            | Joe Johnston (supervising), Jasmin Lai (art)   | Lamar Abrams, Colin Howard, Jeff Liu, and Katie Mitroff | 4 август 2016   | 25 януари 2017        | 1031 – 099 1031-100 | 2.15              |
| Бисмут, един от оригиналните „Кристални камъни“, е освободен случайно от Стивън от балон в гривата на Лъвчо. Тя е посрещната обратно с отворени обятия от Перла и Гранат, а с Аметист бързо се сприятеляват. Стивън обаче скоро забелязва, че възгледите на Бисмут за бунта са радикално различни от тези на другите"Кристални камъни", когато тя изразява желание да възобнови войната с помощта на ново тайно оръжие. |                  |                                     |                                                |                                                         |                 |                       |                     |                   |
| 100 | 22               | „Бета“ (Част 1)                     | Kat Morris (supervising), Ricky Cometa (art)   | Hilary Florido and Lauren Zuke                          | 8 август 2016   | 27 януари 2017        | 1031 – 101          | 1.99              |
| Когато Аметист не може да престане да мисли за загубата си от Яспис, Стивън я завежда при Перидот и Лапис Лазули в хамбара. Перидот и Лапис демонстрират опитите си да създават изкуство, но когато това не успява да успокои Аметист, Перидот решава да ѝ покаже родното място на Яспис: в зле направената „Бета Детска градина“ в средата на пустинята.                                                               |                  |                                     |                                                |                                                         |                 |                       |                     |                   |
| 101 | 23               | „Земляни“ (Част 2)                  | Kat Morris (supervising), Ricky Cometa (art)   | Raven M. Molisee and Paul Villeco                       | 8 август 2016   | 30 януари 2017        | 1031 – 102          | 1.99              |
| Когато Стивън, Аметист и Перидот се срещнат с Яспис в „Бета Детската градина“, Аметист и Стивън се обединяват в Опушен Кварц за битка с Яспис. В разгара на битката, Яспис взима прибързано решение, което води до нещастна съдба. |                  |                                     |                                                |                                                         |                 |                       |                     |                   |
| 102 | 24               | „Обратно на луната“                 | Joe Johnston (supervising), Ricky Cometa (art) | Lamar Abrams and Katie Mitroff                          | 9 август 2016   | 31 януари 2017        | 1031 – 103          | 1.45              |
| Разузнавателният отряд Рубини се връща в плевнята и все още търси Яспис. За да се опитат да се отърват от тях отново, Аметист се представя за Яспис, променяйки формата си, но нещата се объркват, когато Рубинте я вземат заедно с другите „Кристални камъни“ за да се свържат с Жълтия диамант от базата на Луната и да направят своя доклад. По пътя, Стивън научава шокиращ факт за майка си.                       |                  |                                     |                                                |                                                         |                 |                       |                     |                   |
| 103 | 25               | „В балона“                          | Joe Johnston (supervising), Ricky Cometa (art) | Colin Howard and Jeff Liu                               | 10 август 2016  | 1 февруари 2017       | 1031 – 104          | 1.57              |
| След като е всмукан в космоса от шлюза на Луната, Стивън, за да остане в безопасност и да може да диша, създава балон около себе си и плава през космоса. По пътя Стивън среща една от злите Рубини, също всмукани в космоса. |                  |                                     |                                                |                                                         |                 |                       |                     |                   |

## Сезон 4
| № епизод | № епизод в сезон | Заглавие                       | Режисура                                                         | Сториборд и сценарий                                            | Излъчване в САЩ   | Излъчване в България    | Код                 | Зрители (милиони) |
| --- | ---------------- | ------------------------------ | ---------------------------------------------------------------- | --------------------------------------------------------------- | ----------------- | ----------------------- | ------------------- | ----------------- |
| 104 | 1                | „Камъкът от Детската градина“  | Kat Morris (supervising), Ricky Cometa (art)                     | Raven M. Molisee and Paul Villeco                               | 11 август 2016    | 25 септември 2017       | 1040 – 105          | 1.32              |
| В този епизод със сюжет, отдаващ почит на анимацията на Уорнър Брос „Бързоходеца и Койота“, Стивън и Перидот се опитват да хванат бързо чудовище-камък. |                  |                                |                                                                  |                                                                 |                   |                         |                     |                   |
| 105 | 2                | „Опознай обединението си“      | Kat Morris (supervising), Ricky Cometa (art)                     | Hilary Florido and Lauren Zuke                                  | 12 август 2016    | 26 септември 2017       | 1040 – 106          | 1.35              |
| Когато Гранат и Перла виждат Опушен кварц, те се обединяват в Сардоникс и я интервюират за това какво я прави специална. |                  |                                |                                                                  |                                                                 |                   |                         |                     |                   |
| 106 | 3                | „Книгата на Бъди“              | Joe Johnston (supervising), Ricky Cometa (art)                   | Lamar Abrams and Katie Mitroff                                  | 18 август 2016    | 27 септември 2017       | 1040 – 107          | 1.37              |
| Кони завежда Стивън до обществената библиотека, където той открива дневника на първия помощник на Уилям Дюи (откривателя на Бийч сити) – Бъди, който е описал своите пътешествия до важни исторически за камъните местоположения.                                                               |                  |                                |                                                                  |                                                                 |                   |                         |                     |                   |
| 107 | 4                | „Нетрадиционен урок“           | Joe Johnston (supervising), Ricky Cometa (art)                   | Colin Howard, Jeff Liu, and Takafumi Hori                       | 25 август 2016    | 28 септември 2017       | 1040 – 108          | 1.33              |
| По време на поредната тренировка на небесната арена, Стивън и Кони се обединяват в Стивони, но нещо не е наред след като и двамата изпитват някаква вина от минали събития. Гранат им помага да постигнат вътрешен мир.                                                                         |                  |                                |                                                                  |                                                                 |                   |                         |                     |                   |
| 108 | 5                | „Золтрон, момчето от бъдещето“ | Kat Morris (supervising), Ricky Cometa (art)                     | Raven M. Molisee and Paul Villeco                               | 1 септември 2016  | 29 септември 2017       | 1040 – 109          | 1.36              |
| След като Стивън счупва гадаещата бъдещето машина, за да се изплати на разорения собственик на „Забавландия“, той е принуден да работи вместо нея. В началото той само се забавлява, но това се променя, когато среща мистериозен непознат, който сякаш има само тъга в бъдещето.               |                  |                                |                                                                  |                                                                 |                   |                         |                     |                   |
| 109 | 6                | „На концерт извън града“       | Kat Morris (supervising), Ricky Cometa (art)                     | Hilary Florido and Lauren Zuke                                  | 8 септември 2016  | 26 април 2022 (HBO Max) | 1040 – 110          | 1.31              |
| Перла предлага да отиде със Стивън и Аметист на рок шоу, като решава да покаже непокорната си страна, докато се опитва да впечатли непозната жена, която прилича на Роуз. |                  |                                |                                                                  |                                                                 |                   |                         |                     |                   |
| 110 | 7                | „Приятелите на Лукчо“          | Joe Johnston (supervising), Ricky Cometa (art)                   | Lamar Abrams and Katie Mitroff                                  | 15 септември 2016 | 2 октомври 2017         | 1040 – 111          | 1.26              |
| Лукчо завежда Стивън в гората, за да го запознае с приятелите си и да имат весел ден. |                  |                                |                                                                  |                                                                 |                   |                         |                     |                   |
| 111 112 | 8 9              | „Семейно събиране“             | Kat Morris (supervising), Ricky Cometa (art)                     | Raven M. Molisee, Paul Villeco, Hilary Florido, and Lauren Zuke | 17 ноември 2016   | 25 октомври 2017        | 1040 – 113 1040-114 | 1.39              |
| Когато Стивън посещава Лапис и Перидот в плевнята, те получават неочаквано посещение от братовчеда на Грег, Анди. За да опознае чичо си и да го накара да се чувства у дома, Стивън се опитва да организира семейна вечеря с Анди, Грег и „Кристалните камъни“.                                 |                  |                                |                                                                  |                                                                 |                   |                         |                     |                   |
| 113 | 10               | „Три камъка и бебе“            | Joe Johnston (supervising), Ricky Cometa (art)                   | Lamar Abrams and Katie Mitroff                                  | 1 декември 2016   | 3 октомври 2017         | 1040 – 115          | 1.29              |
| Грег казва на Стивън за първата зима на Стивън като бебе: когато той е само на няколко месеца, „Кристалните камъни“ все още не могат да приемат, че Роуз Кварц се е отказала от формата си, за да роди Стивън и че никога няма да се върне.                                                     |                  |                                |                                                                  |                                                                 |                   |                         |                     |                   |
| 114 | 11               | „Сънят на Стивън“              | Joe Johnston (supervising), Ricky Cometa (art)                   | Jeff Liu and Colin Howard                                       | 30 януари 2017    | 4 октомври 2017         | 1040 – 116          | 1.36              |
| Стивън има странен сън, който го кара да плаче. Той скоро осъзнава, че това е свързано с Розов Диамант. Когато иска от „Кристалните камъни“ да му дадат информация за Розов Диамант, те отказват да му кажат каквото и да било, така че Стивън и Грег пътуват до Корея, за да открият истината. |                  |                                |                                                                  |                                                                 |                   |                         |                     |                   |
| 115 | 12               | „Свръхсветлинни приключения“   | Kat Morris (supervising), Ricky Cometa (art)                     | Raven M. Molisee and Paul Villeco                               | 30 януари 2017    | 5 октомври 2017         | 1040 – 117          | 1.36              |
| След като Грег е отвлечен от Син Диамант, Стивън и „Кристалните камъни“ отиват в космоса с кораба на Рубините, за да го спасят. Но в бързината си, Стивън поставя себе си и „Кристалните камъни“ в опасност.                                                                                    |                  |                                |                                                                  |                                                                 |                   |                         |                     |                   |
| 116 | 13               | „Влизане в Базата“             | Kat Morris (supervising), Ricky Cometa (art)                     | Hilary Florido and Lauren Zuke                                  | 31 януари 2017    | 6 октомври 2017         | 1040 – 118          | 1.25              |
| „Кристалните камъни“ достигат космическа станция, която някога е принадлежала на Розов Диамант и се промъкват, за да спасят Грег, но за да го направят, трябва да играят ролите, за които са били създадени, за да не предизвикват подозрения.                                                  |                  |                                |                                                                  |                                                                 |                   |                         |                     |                   |
| 117 | 14               | „Зоопаркът“                    | Joe Johnston (supervising), Ricky Cometa and Elle Michalka (art) | Lamar Abrams and Katie Mitroff                                  | 1 февруари 2017   | 9 октомври 2017         | 1040 – 119          | 1.23              |
| Стивън открива Грег в „Човешкият зоопарк“ на Розов Диамант и двамата се опитват да наммерят изход. Това се оказва по-трудно отколкото си мислят, защото хората там се ръководят чрез строго планиран и режисиран живот.                                                                         |                  |                                |                                                                  |                                                                 |                   |                         |                     |                   |
| 118 | 15               | „Това е всичко“                | Joe Johnston (supervising), Ricky Cometa and Elle Michalka (art) | Colin Howard, Joe Johnston, and Rebecca Sugar                   | 2 февруари 2017   | 10 октомври 2017        | 1040 – 120          | 1.15              |
| Докато Син и Жълт Диамант спорят за различните си начини за справяне със смъртта на Розов Диамант, Стивън, Грег и „Кристалните камъни“ се опитват да избягат от космическата станция, преди да бъдат открити.                                                                                   |                  |                                |                                                                  |                                                                 |                   |                         |                     |                   |
| 119 | 16               | „Новите Кристални камъни“      | Kat Morris (supervising), Ricky Cometa (art)                     | Raven M. Molisee and Paul Villeco                               | 10 февруари 2017  | 11 октомври 2017        | 1040 – 121          | 1.06              |
| Кони разказва на Стивън как тя, Перидот и Лапис се опитват да заемат местата на „Кристалните камъни“ като защитници на Бийч сити, докато те са били в космоса. |                  |                                |                                                                  |                                                                 |                   |                         |                     |                   |
| 120 | 17               | „Буря в стаята“                | Joe Johnston (supervising), Ricky Cometa (art)                   | Colin Howard and Jeff Liu                                       | 17 февруари 2017  | 16 октомври 2017        | 1040 – 124          | 1.02              |
| Стивън използва стаята си в храма, за да създаде симулиран образ на Роуз Кварц, за да опита да преживее това, което би било ако познаваше майка си. В крайна сметка, той ѝ разкрива обърканите си чувства за нея, за наследството, което тя му е оставила и за избора ѝ да го създаде.          |                  |                                |                                                                  |                                                                 |                   |                         |                     |                   |
| 121 | 18               | „Камъкалдо“                    | Kat Morris (supervising), Ricky Cometa (art)                     | Hilary Florido and Lauren Zuke                                  | 24 февруари 2017  | 13 октомври 2017        | 1040 – 122          | 1.10              |
| Роналдо решава да се присъедини към „Кристалните камъни“. След като Стивън му позволява да се присъедини към отбора обаче, нахалното му самоуверено поведение започва да изпитва търпението на Стивън.                                                                                          |                  |                                |                                                                  |                                                                 |                   |                         |                     |                   |
| 122 | 19               | „Тигърът Филантроп“            | Joe Johnston (supervising), Ricky Cometa (art)                   | Lamar Abrams and Katie Mitroff                                  | 3 март 2017       | 12 октомври 2017        | 1040 – 123          | 0.90              |
| Когато Аметист решава да спре кариерата си на кечист, Стивън продължава да го прави като „Тигърът Филантроп“. Въпреки това, Стивън скоро започва да се съмнява в смисъла на борбата, тъй като публиката не приема новата му личност.                                                            |                  |                                |                                                                  |                                                                 |                   |                         |                     |                   |
| 123 | 20               | „Място за Рубин“               | Kat Morris (supervising), Ricky Cometa (art)                     | Raven M. Molisee and Lauren Zuke                                | 10 март 2017      | 17 октомври 2017        | 1040 – 125          | 0.95              |
| „Коремче“, една от Рубините, с мисия да открият Яспис, пада на Земята. Тя казва на Стивън че вече иска да живее на Земята. Стивън я завежда в плевнята, но Лапис Лазули не вярва на прекалено оптимистичния характерна Коремче, помнейки предишните срещи на „Кристалните камъни“ с нея.        |                  |                                |                                                                  |                                                                 |                   |                         |                     |                   |
| 124 | 21               | „Лъвчо 4: Алтернативен край“   | Kat Morris (supervising), Elle Michalka (art)                    | Hilary Florido and Paul Villeco                                 | 8 май 2017        | 18 октомври 2017        | 1040 – 126          | 1.01              |
| Стивън се опитва да намери тайни послания, които Роуз може да му е оставила за „магическата му съдба“. Виждайки го, Лъвчо го води до касетка, която се оказва просто алтернативна версия на посланието от Роуз, което той вече е виждал.                                                        |                  |                                |                                                                  |                                                                 |                   |                         |                     |                   |
| 125 | 22               | „Дъг в действие“               | Joe Johnston (supervising), Elle Michalka (art)                  | Lamar Abrams and Katie Mitroff                                  | 9 май 2017        | 19 октомври 2017        | 1040 – 127          | 0.96              |
| Бащата на Кони, Дъг, идва в Бийч Сити, за да разследва пробив в Забавландия. Той кани Стивън и Кони да се присъединят към него в разследването. |                  |                                |                                                                  |                                                                 |                   |                         |                     |                   |
| 126 | 23               | „Добрият Ларс“                 | Joe Johnston (supervising), Elle Michalka (art)                  | Colin Howard and Jeff Liu                                       | 10 май 2017       | 20 октомври 2017        | 1040 – 128          | 0.95              |
| „Готините деца“ канят Стивън, Ларс и Сейди на парти. Стивън и Сейди насърчават Ларс да опече торта за партито, но Ларс е несигурен дали иска да разкрие готварските си умения, за да не му се подиграват.                                                                                       |                  |                                |                                                                  |                                                                 |                   |                         |                     |                   |
| 127 | 24               | „Ти ли си баща ми?“ (Част 1)   | Kat Morris (supervising), Elle Michalka (art)                    | Raven M. Molisee and Lauren Zuke                                | 11 май 2017       | 23 октомври 2017        | 1040 – 129          | 1.14              |
| Ларс, Сейди, Лукчо и Джейми мистериозно изчезват. Докато разследва мистерията, Стивън се сблъсква с непознат камък, който продължава да пита: „Ти ли си баща ми?“. |                  |                                |                                                                  |                                                                 |                   |                         |                     |                   |
| 128 | 25               | „Аз съм майка ми“ (Част 2)     | Kat Morris (supervising), Elle Michalka (art)                    | Hilary Florido and Paul Villeco                                 | 11 май 2017       | 24 октомври 2017        | 1040 – 130          | 1.14              |
| Стивън и камъните опитват да спасят всички отвлечени приятели на Стивън от Аквамарин и Топаз, и да разберат мотивът им за отвличане на хора. Но тъй като залозите продължават да се покачват, Стивън трябва да вземе най-трудното решение в живота си.                                          |                  |                                |                                                                  |                                                                 |                   |                         |                     |                   |

## Миниепизоди от сезон 4 (2016)
Петте кратки миниепизода правят заедно един епизод (11 минути).
| № | Заглавие             | Сценарий     | Излъчване в САЩ | Излъчване в България    |
| --- | -------------------- | ------------ | --------------- | ----------------------- |
| 1 | „Cooking with Lion“  | Colin Howard | 3 октомври 2016 | не е излъчен            |
| Стивън и Лъвчо снимат образователно, онлайн, готварско шоу.                                                                                    |                      |              |                 |                         |
| 2 | „Gem Karaoke“        | Colin Howard | 3 октомври 2016 | не е излъчен            |
| Кони снима камъните да пеят караоке, като Стивън я убеждава и тя да се включи.                                                                 |                      |              |                 |                         |
| 3 | „Steven Reacts“      | Jeff Liu     | 3 октомври 2016 | не е излъчен            |
| Стивън прави „реакция на живо“ на новия епизод на любимото си предаване.                                                                       |                      |              |                 |                         |
| 4 | „Video Chat“         | Colin Howard | 3 октомври 2016 | не е излъчен            |
| Стивън и Перидот показват на Лапис нов начин за комуникация.                                                                                   |                      |              |                 |                         |
| 5 | „Steven's Song Time“ | Jeff Liu     | 3 октомври 2016 | 20 април 2019 (YouTube) |
| Стивън прави урок по китара за песен, за чийто текст, той обяснява, че е начинът му на изразяване на чувства, за които има проблеми да говори. |                      |              |                 |                         |

## Сезон 5
| № епизод | № епизод в сезон | Заглавие                       | Режисьори                                                  | Сториборд и сценарий | Излъчване в САЩ  | Излъчване в България    | Код                                 | Зрители (милиони) |
| --- | ---------------- | ------------------------------ | ---------------------------------------------------------- | --- | ---------------- | ----------------------- | ----------------------------------- | ----------------- |
| 129 | 1                | „Залепени“ (Част 1)            | Kat Morris (supervising), Liz Artinian (art)               | Lauren Zuke | 29 май 2017      | 23 юли 2018             | 1053-133                            | 1.53              |
| Стивън и Ларс, залепени в Топаз, се опитват да намерят начин да избягат от кораба, водещ ги към Родния свят. Техният сърдечен разговор, подбуден от тежкото им положение, им спечелва съчувствието на Топаз. |                  |                                |                                                            | |                  |                         |                                     |                   |
| 130 | 2                | „Процесът“ (Част 2)            | Joe Johnston (supervising), Liz Artinian (art)             | Katie Mitroff and Paul Villeco | 29 май 2017      | 23 юли 2018             | 1053-134                            | 1.53              |
| Стивън е поставен под съд пред Син и Жълт Диамант за убийството на Розов Диамант от Роуз Кварц. По време на съдебния процес адвокатът на Стивън (един Циркон) анализира доказателствата и твърди, че докладът за смъртта на Розов Диамант няма логика и предполага, че истинските факти по случая са били покрити. |                  |                                |                                                            | |                  |                         |                                     |                   |
| 131 | 3                | „Необичайни“ (Част 3)          | Joe Johnston (supervising), Liz Artinian (art)             | Lamar Abrams and Jeff Liu | 29 май 2017      | 24 юли 2018             | 1053-131                            | 1.52              |
| След като избягват от Диамантите, Стивън и Ларс се сблъскват и се сприятелват с „Безцветните камъни“, група „дефектни“ камъни, които се крият от обществото, което не ги приема. |                  |                                |                                                            | |                  |                         |                                     |                   |
| 132 | 4                | „Главата на Ларс“ (Част 4)     | Kat Morris (supervising), Liz Artinian (art)               | Jeff Liu and Madeline Queripel | 29 май 2017      | 24 юли 2018             | 1053-132                            | 1.52              |
| След като Стивън използва лечебните си сили, за да съживи Ларс, който пострадва при битка, той открива, че Ларс вече има същите способности като Лъвчо. Когато Стивън осъзнава, че може да използва косата на Ларс, за да се телепортира обратно на Земята (чрез гривата на Лъвчо), той и Ларс трябва да направят труден избор. |                  |                                |                                                            | |                  |                         |                                     |                   |
| 133 | 5                | „Дюи печели“                   | Joe Johnston (supervising), Liz Artinian (art)             | Lamar Abrams and Jeff Liu | 15 декември 2017 | 25 юли 2018             | 1053-135                            | 0.85              |
| Кони се скарва със Стивън след завръщането му от Родния свят и отказва да говори с него. Чувствайки се обезсърчен, той решава да помогне на Бил Дюи с неговата доста безнадеждна предизборна кампания за кмет на Бийч сити, в която опонент му е Нанефуа от пицарията. |                  |                                |                                                            | |                  |                         |                                     |                   |
| 134 | 6                | „Семейна ваканция“             | Kat Morris (supervising), Liz Artinian (art)               | Madeline Queripel and Lauren Zuke | 15 декември 2017 | 25 юли 2018             | 1053-137                            | 0.85              |
| Тъй като Стивън продължава да е депресиран от това че Кони го игнорира, Грег и „Кристалните камъни“ погрешно тълкуват неговата мъка и го отвеждат в ранчо за почивка, за да го развеселят. Почивката само напряга Стивън още повече, докато в края на краищата, той решава да каже на Грег и на Камъните защо е разстроен. |                  |                                |                                                            | |                  |                         |                                     |                   |
| 135 | 7                | „Отнасянето на плевнята“       | Kat Morris (supervising), Liz Artinian (art)               | Amber Cragg and Hilary Florido | 22 декември 2017 | 26 юли 2018             | 1053-136                            | 0.89              |
| Когато Лапис и Перидот научават какво се е случило със Стивън на Родния свят, Лапис решава да избяга от Земята, за да се избегне попадането в нова война между Камъните и за да се предпази от Диамантите. Перидот обаче иска да остане на Земята и да я защитава, но ѝ е трудно да го признае на Лапис. |                  |                                |                                                            | |                  |                         |                                     |                   |
| 136 | 8                | „Обратно в Детската градина“   | Joe Johnston (supervising), Liz Artinian (art)             | Katie Mitroff and Paul Villeco | 22 декември 2017 | 26 юли 2018             | 1053-138                            | 0.89              |
| Перидот е разстроена след като Лапис напуска Земята. Стивън и Аметист решават да ѝ помогнат да се развесели, като опитат да засаждат цветя в „Детската градина“ но там ги чака нещо ужасяващо. |                  |                                |                                                            | |                  |                         |                                     |                   |
| 137 | 9                | „Сейди Зомбито“                | Joe Johnston (supervising), Liz Artinian (art)             | Lamar Abrams and Jeff Liu | 29 декември 2017 | 27 юли 2018             | 1053-139                            | 0.77              |
| Стивън и „Готините деца“ основават музикална банда, но не могат да намерят жанра, които им подхожда. Решават да вземат Сейди, която пише тъмна песен за отегчителната си работа в „Голямата поничка“, като същата тази работа ѝ пречи да участва в групата. |                  |                                |                                                            | |                  |                         |                                     |                   |
| 138 | 10               | „Партито на Кевин“             | Kat Morris (supervising), Liz Artinian (art)               | Amber Cragg and Hilary Florido | 29 декември 2017 | 27 юли 2018             | 1053-140                            | 0.77              |
| Кевин прави парти и кани Стивън, само защото иска отново да срещне Стивони,защото той смята че тя е по готина от него. Отначало Стивън не желае да отиде, но променя мнението си, когато Кевин разкрива, че и Кони ще бъде там. Когато идва, Кевин решава да помогне на Стивън да се сдобрят с кони за да могат да се обединят. |                  |                                |                                                            | |                  |                         |                                     |                   |
| 139 | 11               | „Ларс от Звездите“ (Част 1)    | Kat Morris (supervising), Liz Artinian (art)               | Lamar Abrams and Lauren Zuke | 5 януари 2018    | 28 юли 2018             | 1053-141                            | 1.11              |
| Стивън и Кони пътуват през гривата на Лъвчо, за да посетят Ларс. Когато стигат до другата страна, те откриват, че Ларс и „Безцветните камъни“ са откраднали космически кораб от Емералд и бягат от преследвачите си.Кони катастрофира с един от корабите и отива на друга планета. |                  |                                |                                                            | |                  |                         |                                     |                   |
| 140 | 12               | „Jungle Moon“ (Част 2)         | Joe Johnston (supervising), Liz Artinian (art)             | Miki Brewster and Jeff Liu | 5 януари 2018    | не е излъчен            | 1053-143                            | 1.11              |
| Стивони катастрофира в джунгла на извънземна луна и тъй като не може да се свърже с Ларс, трябва да оцелява докато Ларс не дойде. Тя открива, че на Луната се намира изоставена база на Камъните и че Луната орбитира около бивша колония на Камъните. Стивони сънува странен сън за Диамантите.(и то розовият Диамант) |                  |                                |                                                            | |                  |                         |                                     |                   |
| 141 | 13               | „Your Mother and Mine“         | Joe Johnston (supervising), Liz Artinian (art)             | Katie Mitroff and Paul Villeco | 9 април 2018     | не е излъчен            | 1053-142                            | 0.77              |
| Стивън води Гранат да се срещне с Ларс и неговия екипаж. Вярванията на „Безцватните“ за Роуз Кварц са изопачени от пропагандата на Родния свят и затова Гранат им разказва историята на бунта на Роуз от перспективата на „Кристалните камъни“. |                  |                                |                                                            | |                  |                         |                                     |                   |
| 142 | 14               | „Голямото шоу“                 | Kat Morris (supervising), Liz Artinian (art)               | Hilary Florido and Amber Cragg | 16 април 2018    | 28 юли 2018             | 1053-144                            | 0.56              |
| В този епизод в стил документален филм, Стивън записва възхода на новата група на Сейди – „Сейди Килър и заподозрените“. Групата наема Грег като мениджър, който ги свързва с продуцент Съншайн Джъстис за представление в „Емпайър Сити“, въпреки че Сейди се безпокои за това майка ѝ да не се замесва. |                  |                                |                                                            | |                  |                         |                                     |                   |
| 143 | 15               | „Смяна на вероятностите“       | Joe Johnston (supervising), Liz Artinian (art)             | Katie Mitroff, Paul Villeco and Joe Johnston | 23 април 2018    | 29 юли 2018             | 1053-146                            | 0.54              |
| Гранат прекарва един ден, опитвайки се да се държи непредсказуемо, в опит да тренира виждането си в бъдещато, така че то да отчита неочакваното. Когато тя и Стивън откриват няколко бездомни котенца и не могат да решат какво да правят, Гранат признава колко изгубена и стресирана се чувства, когато не знае какво ще стане в бъдещето. |                  |                                |                                                            | |                  |                         |                                     |                   |
| 144 | 16               | „Писма до Ларс“                | Kat Morris (supervising), Liz Artinian (art)               | Lamar Abrams and Colin Howard | 30 април 2018    | 29 юли 2018             | 1053-145                            | 0.40              |
| Ларс получава писмо от Стивън, което го информира за текущите събития в Бийч сити. Докато градът и населението му се променят, сега бившият кмет Бил Дюи изпитва проблеми да намери своето ново място, където принадлежи. |                  |                                |                                                            | |                  |                         |                                     |                   |
| 145 | 17               | „Не мога да се върна“ (Част 1) | Joe Johnston (supervising), Liz Artinian (art)             | Miki Brewster and Jeff Liu | 7 май 2018       | 30 юли 2018             | 1053-147                            | 0.74              |
| След като Роналдо вижда плевнята на Лапис на Луната, Стивън отива там, за да се опита да убеди Лапис да се върне на Земята. След като двамата си говорят в Лунната база, Стивън сънува сън за миналото на Диамантите, който стряска Лапис. |                  |                                |                                                            | |                  |                         |                                     |                   |
| 146 | 18               | „И остана само Роуз“ (Част 2)  | Kat Morris (supervising), Liz Artinian (art)               | Amber Cragg and Hilary Florido | 7 май 2018       | 26 април 2022 (HBO Max) | 1053-148                            | 0.74              |
| Стивън решава да разбере от Перла истината за счупването на Розов Диамант. Тя не може да отговори на въпросите му, но го моли да влезе в камъка ѝ, за да изтегли мобилния ѝ телефон от там. По време на това търсене, Стивън открива тайната, която Перла се е заклела да пазва преди много години: шокиращата истина за Роуз Кварц. |                  |                                |                                                            | |                  |                         |                                     |                   |
| 147 | 19               | „И те се разпаднаха“           | Kat Morris (supervising), Liz Artinian (art)               | Lamar Abrams and Christine Liu | 2 юли 2018       | 26 април 2022 (HBO Max) | 1053-149                            | 0.84              |
| След като разбира, че Роуз Кварц всъщност е Розов Диамант, Гранат се разпада и Сапфир разстроена избягва. За да я успокоят, Стивън и Перла тръгват след нея, за да ѝ разкаже Перла повече за това как Розов Диамант е решила да стане Роуз Кварц и да се разбунтува срещу Родния свят. |                  |                                |                                                            | |                  |                         |                                     |                   |
| 148 | 20               | „Какъв е твоят проблем?“       | Joe Johnston (supervising), Liz Artinian (art)             | Katie Mitroff and Paul Villeco | 3 юли 2018       | 26 април 2022 (HBO Max) | 1053-150                            | 0.93              |
| Когато Рубин изчезва, Стивън и Аметист отиват да я търсят. Стивън приема сериозно търсенето, но Аметист постоянно се разсейва, настоявайки, че Стивън трябва да се съсредоточи върху собствените си чувства, вместо да се грижи за всички останали. |                  |                                |                                                            | |                  |                         |                                     |                   |
| 149 | 21               | „Въпросът“                     | Joe Johnston (supervising), Liz Artinian (art)             | Miki Brewster and Jeff Liu | 4 юли 2018       | 7 август 2022 (HBO Max) | 1053-151                            | 0.71              |
| Стивън и Аметист откриват Рубин с Грег и за изненада научават, че Рубин вече иска да се съсредоточи повече върху себе си, вместо да се обедини със Сапфир в Гранат отново. Стивън, Аметист и Грег помагат на Рубин да сбъдне желанието си, като се впускат с нея в приключение в Дивия Запад. Въпреки че се забавлява, Рубин признава, че тя все още мисли за Сапфир постоянно, въпреки че знае, че нещата не могат да се върнат както преди. В края на краищата, Рубин се връща при Сапфир задавайки ѝ много важен въпрос. |                  |                                |                                                            | |                  |                         |                                     |                   |
| 150 | 22               | „Почетна Шаферка“              | Kat Morris (supervising), Liz Artinian (art)               | Lamar Abrams and Christine Liu | 5 юли 2018       | 7 август 2022 (HBO Max) | 1053-152                            | 0.83              |
| Докато Рубин и Сапфир планират своята сватба, на Сапфир ѝ се приисква техните приятели от войната да бъдат там, за да я видят. Стивън освобождава Бисмут, обяснява ѝ всичко и се опитва да я убеди да отиде на сватбата. |                  |                                |                                                            | |                  |                         |                                     |                   |
| 151 152 | 23 24            | „Отново Заедно“                | Joe Johnston (supervising), Liz Artinian (art)             | Miki Brewster, Jeff Liu, Katie Mitroff and Paul Villeco | 6 юли 2018       | 26 април 2022 (HBO Max) | 1053-154 1053-155                   | 0.97              |
| Сватбата на Рубин и Сапфир, с присъствието на „Кристалните камъни“ и жителите на Бийч сити, върви перфектно като те отново се обединяват в Гранат. Но по време на приема, Син и Жълт Диамант пристигат и опитват да събудят „Грозда“. Докато „Кристалните камъни“ с помощта на Грозда се бият срещу Диамантите, Стивън трябва да опита да им разкрие истината за Розов Диамант и да спре конфликта. |                  |                                |                                                            | |                  |                         |                                     |                   |
| 153 | 25               | "Крака от тук до Родината"     | Kat Morris (supervising), Liz Artinian (art)               | Amber Cragg, Hilary Florido & Tom Herpich | 17 декември 2018 | 26 април 2022 (HBO Max) | 1053-153                            | 0.63              |
| Стивън, Син Диамант и Жълт Диамант заедно почти успяват да излекуват повредената „Стоножкобръмбар“. За да успеят напълно да излекуват повредата, Жълт, Син и „Кристалните камъни“ пътуват до Родния свят, за да потърсят помощ от Бял Диамант. |                  |                                |                                                            | |                  |                         |                                     |                   |
| 154 | 26               | „Познато“                      | Kat Morris (supervising) Liz Artinian (art)                | Amber Cragg, Hilary Florido, Tom Herpich & Pendleton Ward | 24 декември 2018 | 26 април 2022 (HBO Max) | 1053-156                            | 0.74              |
| Стивън изпитва трудност да се адаптира към живота като Диамант. С помощта на Перла, Жълт Диамант и Син Диамант, той се надява да разбере повече за Розов Диамант, за да разбере ролята си в Родния свят. В същото време той се опитва да намери начин да събере и четирите Диаманта, за да излекува най-накрая повредените камъни. |                  |                                |                                                            | |                  |                         |                                     |                   |
| 155 | 27               | „Заедно сами“                  | Kat Morris (supervising) Liz Artinian (art)                | Lamar Abrams, Tom Herpich & Christine Liu | 31 декември 2018 | 26 април 2022 (HBO Max) | 1053-157                            | 0.65              |
| Стивън, Кристалните камъни и Кони планират голям бал за целия Роден свят, за да съберат и четирите Диаманта в една стая и евентуално да обсъдят лечението на повредените камъни. Стивън е разочарован, когато Бял Диамант не се появява и нещата вървят от лошо към по-лошо. |                  |                                |                                                            | |                  |                         |                                     |                   |
| 156 | 28               | „Бягство“                      | Joe Johnston (supervising) Liz Artinian (art)              | Joe Johnston & Adam Muto | 7 януари 2019    | 26 април 2022 (HBO Max) | 1053-158                            | 0.67              |
| След като Стивън и Кони са затворени в затворническа кула, а останалите Кристални камъни са пуфнати, Стивън се опитва да използва силите си, за да се свърже с Бисмут за помощ. Той обаче попада в тялото на Динен Стивън и трябва да намери начин да стигне до нея. |                  |                                |                                                            | |                  |                         |                                     |                   |
| 157 158 159 160 | 29 30 31 32      | „Да Разбереш“                  | Joe Johnston & Kat Morris (supervising) Liz Artinian (art) | Lamar Abrams, Miki Brewster, Amber Cragg, Hilary Florido, Joe Johnston, Ian Jones-Quartey, Christine Liu, Jeff Liu, Katie Mitroff, Morris, Rebecca Sugar & Paul Villeco | 21 януари 2019   | 26 април 2022 (HBO Max) | 1053-159 1053-160 1053-161 1053-162 | 0.99              |
| В най-голямата си мисия досега, Стивън, Кони и останалите Кристални камъни се опитват да променят начина, по който диамантите виждат Стивън, другите камъни и самите себе си. |                  |                                |                                                            | |                  |                         |                                     |                   |

## Стивън Вселенски: Филмът
Филм базиран на сериала - „Стивън Вселенски: Филмът“, е обявен на 21 юли 2018.
Филмът се излъчва по Cartoon Network в САЩ на 2 септември 2019. Той е мюзикъл, а действието се развива две години след финала на пети сезон.
| Заглавие | Режисьори                               | Сториборд и сценарий | Излъчване в САЩ  | Излъчване в България  | Зрители (милиони) |
| --- | --------------------------------------- | --- | ---------------- | --------------------- | ----------------- |
| „Стивън Вселенски: Филмът“ | Rebecca Sugar Joe Johnston & Kat Morris | История: Matt Burnett, Hilary Florido, Johnston, Ian Jones-Quartey, Ben Levin, Morris, Jack Pendarvis & Sugar Сценарий и сториборд : Lamar Abrams, Miki Brewster, Amber Cragg, Florido, Johnston, Amish Kumar, Jeff Liu, Katie Mitroff, Morris, Chris Pianka, Madeline Queripel, Sugar & Paul Villeco | 2 септември 2019 | 31 май 2022 (HBO Max) | 1.57              |
| Две години след събитията от "Change Your Mind", Стивън смята, че е заслужил своя щастлив край, след като напълно реформира Империята на камъните. Земята обаче е нападната от камък на име Спинел, бивша служителка на Розов Диамант, която е трябвало да я развеселява. Тя идва да отмъсти на Стивън за това, че майка му я е изоставила. Спинел успява да изтрие спомените на Гранат, Аметист и Перла и започва да унищожава планетата. Стивън бързо трябва да намери начин да възстанови спомените им и да деактивира отровния инжектор на Спинел, преди да бъде унищожен целият органичен живот на Земята. |                                         | |                  |                       |                   |

## Стивън Вселенски: Бъдещето
Лимитиран сериал „Steven Universe Future“, предназначен да служи като епилог на основната поредица, започва да се излъчва на 7 декември 2019 г. по Cartoon Network в САЩ.
Синопсис: След като спасява вселената, Стивън опитва да преодолее и всички последици от това. Усилено решава чуждите проблеми, но накрая трябва да се изправи и срещу своите.
| № епизод | Заглавие                 | Режисура                                                                            | Сториборд и сценарий                   | Излъчване в САЩ  | Излъчване в България     | Зрители (милиони) |
| -------- | ------------------------ | ----------------------------------------------------------------------------------- | -------------------------------------- | ---------------- | ------------------------ | ----------------- |
| 1        | „Малко Домашно Училище“  | Kat Morris & Alonso Ramirez Ramos (supervising) Liz Artinian & Patrick Bryson (art) | Drew Green & Paul Villeco              | 7 декември 2019  | 3 декември 2021 (HBO GO) | 0.81              |
| 2        | „Ментори“                | Kat Morris & Alonso Ramirez Ramos (supervising) Liz Artinian & Patrick Bryson (art) | Aaron Austin & Amish Kumar             | 7 декември 2019  | 3 декември 2021 (HBO GO) | 0.80              |
| 3        | „Много Розов Кварц“      | Kat Morris & Alonso Ramirez Ramos (supervising) Liz Artinian & Patrick Bryson (art) | Lamar Abrams & Adam Muto               | 7 декември 2019  | 3 декември 2021 (HBO GO) | 0.84              |
| 4        | „Волейбол“               | Kat Morris & Alonso Ramirez Ramos (supervising) Liz Artinian & Patrick Bryson (art) | Etienne Guignard & Maya Petersen       | 7 декември 2019  | 3 декември 2021 (HBO GO) | 0.76              |
| 5        | „Синята Птица“           | Kat Morris & Alonso Ramirez Ramos (supervising) Liz Artinian (art)                  | Lamar Abrams & Miki Brewster           | 14 декември 2019 | 3 декември 2021 (HBO GO) | 0.71              |
| 6        | „Много Специален Епизод“ | Kat Morris & Alonso Ramirez Ramos (supervising) Liz Artinian (art)                  | Aaron Austin & Amish Kumar             | 14 декември 2019 | 3 декември 2021 (HBO GO) | 0.71              |
| 7        | „Снежен Ден“             | Kat Morris & Alonso Ramirez Ramos (supervising) Liz Artinian (art)                  | Etienne Guignard & Maya Petersen       | 21 декември 2019 | 3 декември 2021 (HBO GO) | 0.72              |
| 8        | „Тъжно ли е тук?“        | Kat Morris & Alonso Ramirez Ramos (supervising) Liz Artinian (art)                  | Warren Fok, Joe Johnston & Amish Kumar | 21 декември 2019 | 3 декември 2021 (HBO GO) | 0.67              |
| 9        | „Малко Завършване“       | Kat Morris & Alonso Ramirez Ramos (supervising) Liz Artinian (art)                  | Drew Green & Paul Villeco              | 28 декември 2019 | 3 декември 2021 (HBO GO) | 0.41              |
| 10       | „Странна двойка“         | Kat Morris & Alonso Ramirez Ramos (supervising) Liz Artinian (art)                  | Drew Green & Paul Villeco              | 28 декември 2019 | 3 декември 2021 (HBO GO) | 0.49              |
| 11       | „В сънищата“             | Kat Morris & Alonso Ramirez Ramos (supervising) Liz Artinian (art)                  | Etienne Guignard & Maya Petersen       | 6 март 2020      | 3 декември 2021 (HBO GO) | 0.54              |
| 12       | „Бисмут се забавлява“    | Kat Morris & Alonso Ramirez Ramos (supervising) Liz Artinian (art)                  | Lamar Abrams & Miki Brewster           | 6 март 2020      | 3 декември 2021 (HBO GO) | 0.52              |
| 13       | „Заедно завинаги“        | Kat Morris & Alonso Ramirez Ramos (supervising) Liz Artinian (art)                  | Etienne Guignard & Maya Petersen       | 13 март 2020     | 3 декември 2021 (HBO GO) | 0.57              |
| 14       | „Растежни болки“         | Kat Morris & Alonso Ramirez Ramos (supervising) Liz Artinian (art)                  | Drew Green & Paul Villeco              | 13 март 2020     | 3 декември 2021 (HBO GO) | 0.55              |
| 15       | „Господин Вселенски“     | Kat Morris & Alonso Ramirez Ramos (supervising) Liz Artinian (art)                  | Warren Fok, Joe Johnston & Amish Kumar | 20 март 2020     | 3 декември 2021 (HBO GO) | 0.50              |
| 16       | „Фрагменти“              | Kat Morris & Alonso Ramirez Ramos (supervising) Liz Artinian (art)                  | Lamar Abrams & Miki Brewster           | 20 март 2020     | 3 декември 2021 (HBO GO) | 0.52              |
| 17       | „В Родината“             | Kat Morris & Alonso Ramirez Ramos (supervising) Liz Artinian (art)                  | Drew Green & Paul Villeco              | 27 март 2020     | 3 декември 2021 (HBO GO) | 0.69              |
| 18       | „Всичко е наред“         | Kat Morris & Alonso Ramirez Ramos (supervising) Liz Artinian (art)                  | Amish Kumar & Maya Petersen            | 27 март 2020     | 3 декември 2021 (HBO GO) | 0.71              |
| 19       | „Аз съм моето чудовище“  | Kat Morris & Alonso Ramirez Ramos (supervising) Liz Artinian (art)                  | Etienne Guignard & Miki Brewster       | 27 март 2020     | 3 декември 2021 (HBO GO) | 0.80              |
| 20       | „Бъдещето“               | Kat Morris & Alonso Ramirez Ramos (supervising) Liz Artinian (art)                  | Lamar Abrams & Miki Brewster           | 27 март 2020     | 3 декември 2021 (HBO GO) | 0.74              |